# سبونجيفورما سكوير بانتسي
سبونجيفورما سكوير بانتسي (الاسم علمي: Spongiforma squarepantsii) هو نوع من الفطريات من الفصيلة البوليطية ينتمي لجنس سبونجيفورما. توجد في ماليزيا، وقد وصفت للمرة الأولى عام 2011. وتنتج ثمارا بوغية مطاطية ذات لون برتقالي شبيهة بالإسفنج ذات رائحة قريبة لرائحة المسك، وتسمح بنية الثمرة البوغية الخاصة بهذا النوع بالتنشيط بسرعة عندما يكون جافا عن طريق امتصاص الرطوبة من الجو. يشتق اسم هذا النوع من من شخصية الرسوم المتحركة سبونج بوب سكوير بانتس. يعد سبونجيفورما سكوير بانتسي إلى جانب سبونجيفورما تايلنديكا النوعين الرئيسيين من جنس سبونجيفورما. فيختلف سكوير بانتسي عن تايلنديكا من ناحية اللون والرائحة والبنية البوغية.

## وصلات خارجية
سبونجيفورما سكوير بانتسي (بالإنجليزية)